# Сантяго Насионал
Сантяго Насионал (на испански: Santiago National) е бивш чилийски футболен отбор от Сантяго. Основан е на 10 април 1900 г. и е един от най-старите тимове в страната. Сантяго Насионал е представител на горната прислойка на чилийското общество и изиграва важна роля за популяризирането на спорта в Чили в първите десетилетия на 20 век. Той е един от осемте отбора, основали професионалното първенство Примера Дивисион през 1933 г. През 1940 г. се обединява с местния Хувентус под името Сантяго Насионал Хувентус, като обединението просъществува две години. През 1942 г. постига най-големия си успех – печели Кампеонато де Апертура, но в края на 40-те години представянето на отбора се влошава рязко и той изпада до аматьорските дивизии. Разформирован е през 1954 г.

## Известни бивши футболисти
Серия Б Професионал
- Шампион (1): 1935
- Вицешампион (2): 1937, 1938

Кампеонато де Апертура
- Носител (1): 1942

Примера Дивисион де ла Асосиасион де Футбол де Сантяго
- Шампион (1): 1931